# Belva Lockwood
Belva Ann Bennett Lockwood (Royalton, 24 ottobre 1830 – Washington, 19 maggio 1917) è stata un'avvocata, educatrice e scrittrice statunitense.
Fu attiva nella lotta per i diritti delle donne, compreso il suffragio femminile. Superò molti ostacoli sociali e personali legati alle restrizioni di genere. Dopo il college divenne insegnante e preside, lavorando per uniformare la retribuzione delle donne nell'istruzione.

## Primi anni
Belva Ann Bennett nacque a Royalton, New York, dall'agricoltore Lewis Johnson Bennett e da sua moglie Hannah Green. A 14 anni insegnava alla scuola elementare locale, e nel 1848, quando aveva 18 anni, sposò Uriah McNall, un contadino locale.
McNall morì di tubercolosi nel 1853, tre anni dopo la nascita della figlia Lura. Nel 1868 Belva si risposò con un uomo molto più grande di lei, il reverendo Ezekiel Lockwood, un veterano della guerra civile americana dalle idee progressiste sui ruoli delle donne nella società che sostenne gli studi legali di sua moglie.

## Formazione
Lockwood si rese presto conto di aver bisogno di un'istruzione migliore per mantenere se stessa e sua figlia. Frequentò il Genesee Wesleyan Seminary per prepararsi agli studi al college. Il suo piano, come spiegò al mensile di Lippincott, non fu ben accolto da molti dei suoi amici e colleghi: la maggior parte delle donne non cercava un'istruzione superiore, ed era particolarmente insolito per una vedova farlo. Tuttavia persuase l'amministrazione del Genesee College ad ammetterla.
Secondo il successivo resoconto di Lockwood al Chicago Tribune, intorno al 1870 fece domanda alla Columbian Law School. Gli amministratori si rifiutarono di ammetterla, temendo che potesse distrarre gli studenti maschi. Lei e molte altre donne furono finalmente ammesse alla nuova National University School of Law (ora George Washington University Law School). Sebbene avesse completato i suoi corsi nel maggio 1873, la scuola di legge si rifiutò di concederle un diploma a causa del suo sesso.
Senza un diploma Lockwood non avrebbe potuto ottenere l'ammissione all'albo degli avvocati del Distretto di Columbia. Scrisse indi una lettera al presidente degli Stati Uniti Ulysses S. Grant facendogli appello come presidente d’ufficio della National University Law School. Gli chiese giustizia, affermando di aver superato tutti i suoi corsi e di meritare il diploma. Nel settembre 1873, entro una settimana dall'invio della lettera, Lockwood ricevette il diploma.

## All'inizio della carriera
Lockwood si laureò a pieni voti nel 1857 e presto divenne la direttrice della Lockport Union School. Nonostante fosse una posizione di responsabilità, Lockwood scoprì che, sia che insegnasse o lavorasse come amministratore, veniva pagata la metà di quello che guadagnavano i suoi colleghi maschi. Fu durante i suoi studi al Genesee College che fu attratta per la prima volta dalla legge, sebbene la scuola non avesse un dipartimento legale. Dal momento che un professore di diritto locale offriva lezioni private, divenne una delle sue studentesse.
Negli anni successivi continuò a insegnare e anche a lavorare come preside in diverse scuole locali per giovani donne. Rimase a Lockport fino al 1861, poi divenne preside del Gainesville Female Seminary. Poco dopo fu scelta per dirigere un seminario femminile a Owego, New York, dove rimase per tre anni. La sua filosofia educativa iniziò gradualmente a cambiare dopo aver incontrato Susan B. Anthony, attivista per i diritti delle donne.
Lockwood era d'accordo con molte delle idee di Anthony sulle restrizioni della società sulle donne. Anthony era preoccupata per la scarsa istruzione ricevuta dalle ragazze. I corsi nella maggior parte delle scuole femminili preparavano principalmente le studentesse alla vita domestica e al lavoro temporaneo come insegnanti. Anthony pensava che le giovani donne avrebbero dovuto avere più opzioni, inclusa la preparazione per una carriera nel mondo degli affari, dove la paga era migliore. Lockwood ampliò il curriculum nelle sue scuole e aggiunse ulteriori corsi, come quelli di oratoria, botanica e ginnastica. Inoltre decise gradualmente di studiare legge piuttosto che continuare a insegnare, e di lasciare lo stato di New York.

## Carriera politica
Nel febbraio 1866 Belva e sua figlia Lura si trasferirono a Washington DC, poiché la prima credeva che fosse il centro del potere negli Stati Uniti e che avrebbe fornito buone opportunità per avanzare nella professione legale. Qui aprì una scuola privata mista, una grande novità per l'epoca.
L'avvocatura del distretto di Columbia la ammise, sebbene diversi giudici le avessero detto di non avere fiducia in lei, una reazione che dovette superare ripetutamente.
Lockwood quindi lottò contro sia la pratica sociale che la limitata posizione legale accordata alle donne. Secondo la Common Law inglese, Lockwood era considerata una "feme covert" (versione inglese del termine legale anglo-normanno medievale), cioè una donna sposata. Il suo status ai sensi della legge era diverso da quello di una donna non sposata, poiché una moglie era considerata strettamente subordinata al marito. Anche nel 1873 molti stati si rifiutavano di consentire a una donna sposata di possedere o ereditare individualmente una proprietà, né lei aveva il diritto di stipulare contratti o mantenere i soldi guadagnati a meno che suo marito non avesse dato il suo permesso.
Tuttavia Lockwood iniziò a costruire uno studio e vinse alcune cause. Anche i suoi detrattori ne riconobbero la competenza. Divenne nota come sostenitrice delle questioni femminili: parlò a nome di un disegno di legge del 1872 per la parità di retribuzione per i dipendenti del governo federale. Lockwood rimase attiva anche in diverse organizzazioni per il suffragio femminile e testimoniò davanti al Congresso a sostegno della legislazione per dare alle donne sposate e alle vedove una maggiore protezione legale.
Poiché la sua pratica era limitata nel 1870 a causa della discriminazione sociale, Lockwood redasse un disegno di legge contro la discriminazione per avere lo stesso accesso all'avvocatura dei colleghi maschi. Fece pressioni sul Congresso affinché lo approvasse, fino a quando non fu finalmente convertito in legge nel 1879. Esso permise a tutte le donne avvocatesse qualificate di esercitare in qualsiasi tribunale federale. Lockwood prestò giuramento come prima donna membro dell'avvocatura della Corte Suprema degli Stati Uniti il 3 marzo 1879.
Verso la fine del 1880 Lockwood divenne la prima donna avvocato a sostenere un caso davanti alla Corte Suprema degli Stati Uniti, sostenendo Kaiser v. Stickney e successivamente United States v. Cherokee Nation. In seguito supportò Samuel R. Lowery all'avvocatura della Corte Suprema, rendendolo il quinto avvocato nero ad essere ammesso e, infine, il primo a discutere un caso davanti alla corte.

## Corsa presidenziale

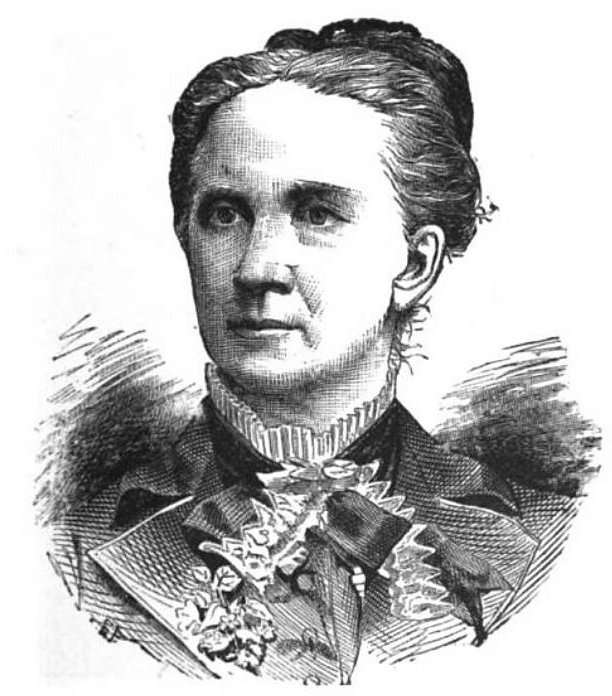
Incisione di Lockwood, ca. 1883

Belva Lockwood fu la prima donna (o la seconda, a seconda dell'opinione, dopo Victoria Woodhull) a candidarsi alla presidenza degli Stati Uniti. Partecipò alle elezioni presidenziali del 1884 e del 1888.
Rappresentando un terzo partito senza un'ampia base di sostegno, Lockwood non aveva una seria possibilità di vincere la presidenza. Una lettera che inviò a Linda Slaughter ha fornito alcuni spunti sulla sua campagna. Scrisse: "Ho intenzione, se possibile, di ottenere un biglietto elettorale per ogni Stato; e quindi sollevare una grande agitazione sulla questione delle donne, ma non sono così preoccupata per il numero dei voti". Notable American Women dichiarò che ottenne circa 4.100 voti. Poiché le donne non potevano votare e la maggior parte dei giornali si opponeva alla sua candidatura, era insolito che lei ricevesse voti. In un articolo del 1884, l'Atlanta Constitution si riferiva a lei come "vecchia signora Lockwood" e metteva in guardia i lettori maschi sui pericoli della "regola della sottoveste".
Il 12 gennaio 1885 Lockwood presentò una petizione al Congresso degli Stati Uniti per il conteggio dei suoi voti. Affermò che i sostenitori avevano visto le loro schede strappate e che aveva "ricevuto la metà dei voti elettorali dell'Oregon, e un ampio voto in Pennsylvania, ma i voti in quest'ultimo stato erano stati contati, semplicemente gettati nel cestino dei rifiuti come voti falsi."

## Ultimi anni
Lockwood scrisse saggi sul suffragio femminile e sulla necessità dell'uguaglianza legale per le donne. Tra le pubblicazioni in cui apparve negli anni 1880 e 1890 vi erano Cosmopolitan, l'American Magazine of Civics, Harper's Weekly e Lippincott's. Oltre ad essere attiva nella National American Woman Suffrage Association e nell'Equal Rights Party, Lockwood fece parte della National Women's Press Association.
Lockwood credeva fortemente nella pace nel mondo. Curò un giornale chiamato The Peacemaker e fece parte della Universal Peace Union. Fu una dei suoi rappresentanti in una mostra tenutasi a Parigi nel 1889 e fu anche delegata a un Congresso internazionale per la pace a Londra nel 1890. Continuò a parlare a favore della pace e del disarmo fino all'anno della sua morte. Probabilmente rimase delusa perché gli Stati Uniti si preparavano a entrare in guerra in Europa.
Morì nel 1917 e fu sepolta nel Congressional Cemetery di Washington.

Nel 1983 fu inserita nella National Women's Hall of Fame con la seguente motivazione: 
 "Usando la sua conoscenza della legge, ha lavorato per garantire il suffragio femminile, le riforme del diritto di proprietà, la parità di retribuzione per lo stesso lavoro e la pace nel mondo. Fiorendo di pubblicità e partigianeria e incoraggiando altre donne a perseguire carriere legali, Lockwood ha contribuito ad aprire la professione legale alle donne."